# Parc national de Wolin
Le parc national Wolinski ou parc national de Wolin (polonais : Woliński Park Narodowy) est l'un des 23 parcs nationaux en Pologne. Il est situé sur l'île de Wolin dans l'extrême nord-ouest du pays, dans la voïvodie de Poméranie-Occidentale. Il a été créé le 3 mars 1960 et couvre une superficie de 109,37 kilomètres carrés.

## Description
Le parc a son siège dans la ville de Międzyzdroje.
Il protège une flore et une faune variées. Ses principales attractions sont la mer, les falaises de Gosań et Kawcza Góra (qui sont les falaises de sable les plus hautes d'Europe), et il est un sanctuaire pour les bisons d'Europe. Quelques veaux marins peuvent être aperçus près des côtes.

## Galerie

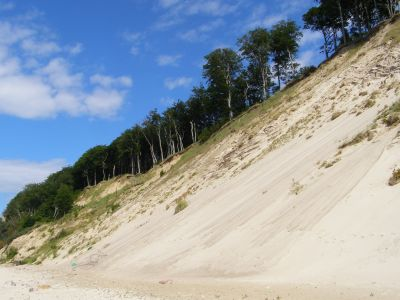
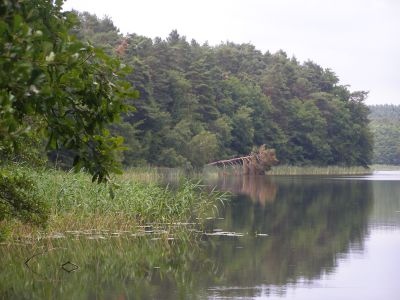
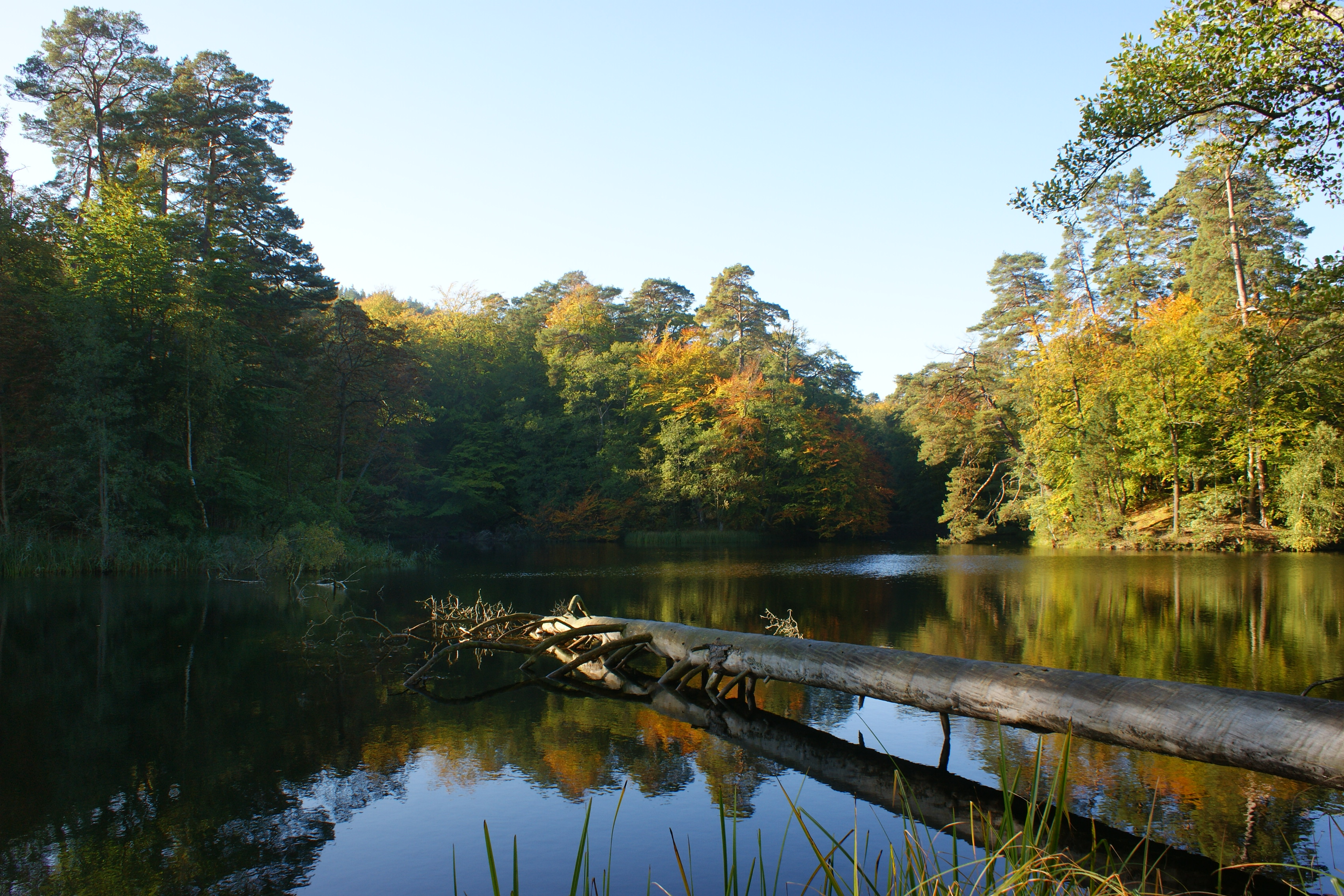
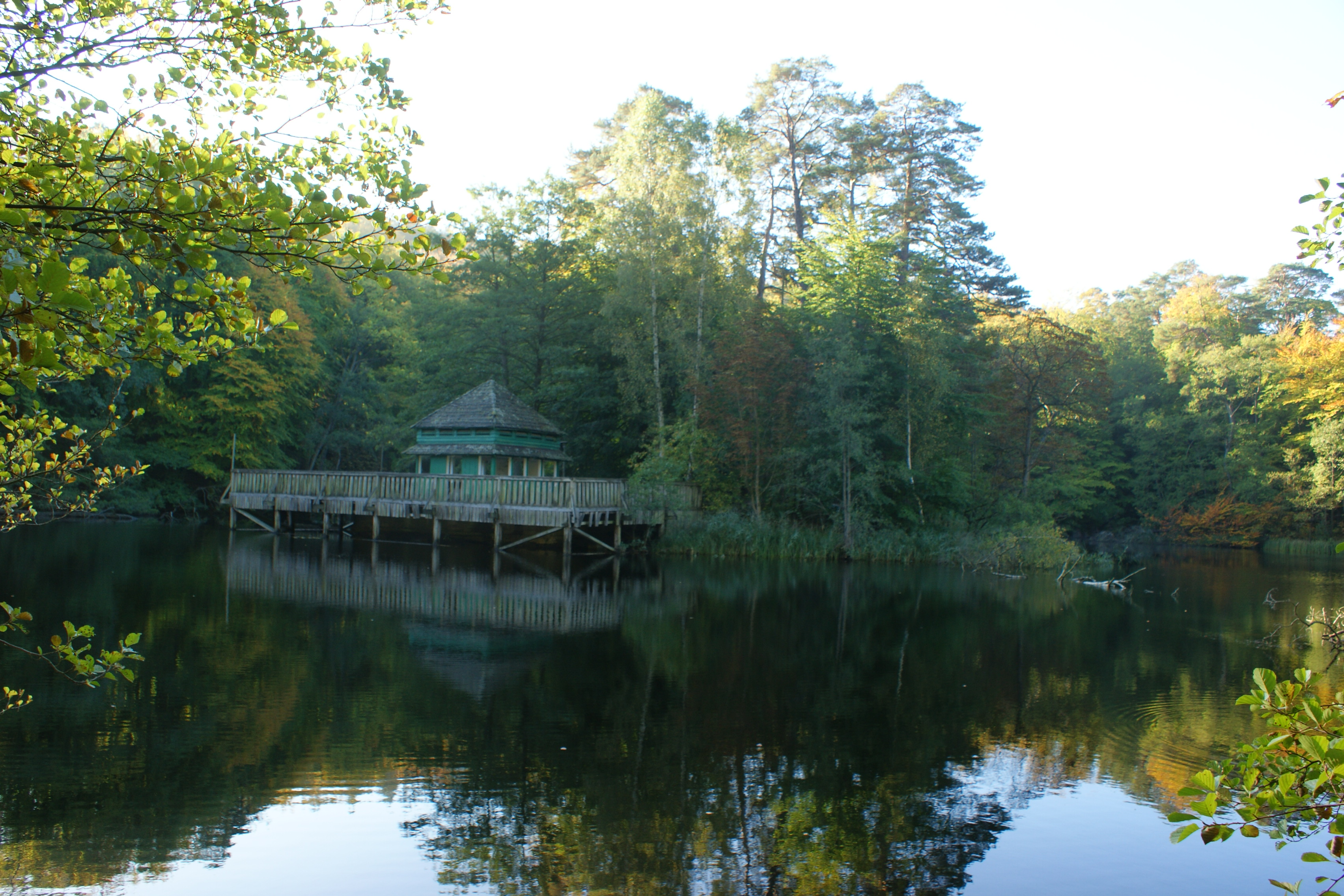
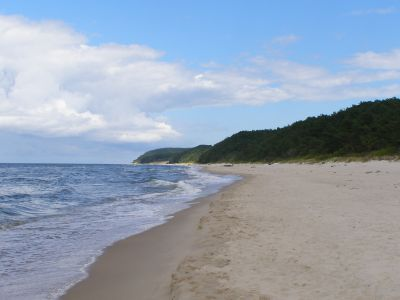
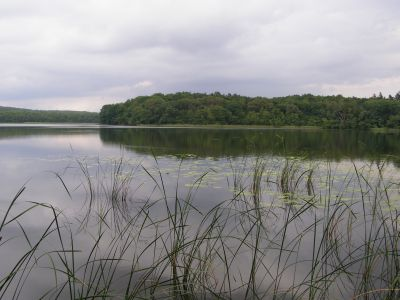